# Lluís Llach i Grande
Lluís Llach i Grande   (Girona, 7 de maig de 1948) és un músic, cantautor, escriptor i polític català. Va ser l'últim component del grup dels Setze Jutges i se'l considera un dels capdavanters del fenomen de la Nova Cançó. Des del 2024, és el president de l'Assemblea Nacional Catalana. Ha estat un referent, no solament musical sinó també intel·lectual, de tres generacions.
Perseguit pel franquisme, a la dècada de 1970 va haver d'exiliar-se un temps a París. El setembre de 1979 va esdevenir el primer cantant no operístic que va actuar al Gran Teatre del Liceu per presentar Somniem. El 6 de juliol de 1985, Llach va congregar 103.000 persones al Camp Nou durant la celebració d'un concert, el més gran fet mai a Europa fins aleshores.
Entre el 1969 i el 2007, Llach va enregistrar 33 discs. La seva cançó més popular i més compromesa, «L'estaca» (1968), fou adaptada com a himne pel sindicat polonès Solidarność fundat per Lech Walesa, i també es va convertir en l'himne oficial del club de rugbi Unió Esportiva Arlequins de Perpinyà i de la Revolució de Tunísia de 2011.
El 2011 va crear la Fundació Lluís Llach al Senegal. El seu llibre Memòria d'uns ulls pintats fou un dels més venuts de l'any 2012. És un dels fundadors de l'Assemblea Nacional Catalana.
A les eleccions al Parlament de Catalunya de 2015, Lluís Llach va liderar la llista de la coalició independentista Junts pel Sí a la circumscripció de Girona. El 8 de març de 2016 es va convertir en el nou president de la Comissió d'Estudi del Procés Constituent al Parlament, prenent el relleu de Muriel Casals.

## Biografia

### Infantesa a Verges
És fill d'un metge de poble, Josep Maria Llach i Llach, de família de terratinents, qui després de combatre en el Requetè durant la Guerra Civil Espanyola va aconseguir plaça en el poble empordanès de Verges, poble del qual va arribar a ser l'alcalde entre 1950 i 1963, i de mare mestra nascuda a Porrera (el Priorat) i que havia rebut una educació burgesa a Barcelona. La seva família havia estat vinculada al carlisme durant diverses generacions; i el seu besavi, Joaquim Llach i Coll, havia estat el cap carlí de la província de Girona. Va viure la infància a aquest petit poble situat al Baix Empordà, comarca d'on sempre s'ha declarat un enamorat. Durant la seva joventut va formar part de la societat apostòlica Cruzados de Cristo Rei, del qual va arribar a ser Vicepresident . No ha perdut mai aquestes arrels i encara avui participa cada setmana santa a la famosa processó de la Dansa de la Mort i té una residència al poble veí de Parlavà.
Segons paraules del mateix Lluís Llach, la persona que va introduir la música a casa seva va ser la seva mare. Tant Lluís com el seu germà, Josep Maria, feien servir la guitarra fins que a l'edat de quatre anys veuen entrar un piano amb el qual Lluís comença a compondre les primeres melodies, aproximadament, dos anys més tard. Observant la bona oïda del fill, els pares confien la seva educació musical a Quim Gil, pel que fa al solfeig, i en Lau Roure i la seva esposa Montserrat Puigdemont (tia de Carles Puigdemont i Casamajó).
El 1957, als nou anys, es trasllada a Figueres (l'Alt Empordà) per continuar els estudis internat al col·legi La Salle, on es refugia en el món de la música i passa hores i hores sol davant el piano. El contrapès en aquest món solitari el troba als estius anant al poble de la mare, Porrera (el Priorat), on coneix Jorgina Domènech, que l'apropa a la música dels chansonniers francesos, i de manera especial Jacques Brel. A ella dedicà l'any 1968 la cançó d'amor «Per un tros del teu cos». Tanmateix, la seva primera cançó, «Que feliç era, mare!», amb lletra de son germà, és del voltant de 1965.

### Els Setze Jutges
El 1963, a l'edat de setze anys, es trasllada a Barcelona per estudiar el preuniversitari i així, posteriorment fer els estudis d'enginyeria. Dos anys després, s'inscriuria a la Facultat d'Econòmiques, de la qual va abandonar els estudis per cursar el que segons ell seria la seva universitat: s'integra al moviment de la Nova Cançó incorporant-se a Els Setze Jutges, grup del qual va ser l'últim component. Albert Mallofré, crític musical de La Vanguardia ho comentava així:
| «                                | Lluís Llach és, dels tres nouvinguts, el més jove. Ignorem si en edat, però artísticament és molt més jove que els seus dos companys. Els seus texts i la seva composició musical són típics productes de joventut. Són tendres i nets, però encara innocents i primaris. El seu estil interpretatiu manca de perfil contrastat i se li nota sovint un accent (un accent estilístic) més del Poble Sec que de Verges. I si diem del «Poble Sec» no és a la lleugera, sinó per al·ludir a un membre molt conegut de la cançó popular actual. Lluís Llach és un artista que comença i la seva trajectòria desembocarà en un port o altre i serà més o menys llarga i fructífera a mesura que es vagi desenvolupant la seva personalitat. Com ara és molt arriscat un pronòstic, només es pot donar-li la benvinguda i desitjar que la seva vocació no perdi l'estímul. | » |
| — Albert Mallofré, La Vanguardia | |   |

El seu debut el va fer el 22 de març de 1967 a Terrassa, concert en el qual, segons ha explicat sovint, es passà tot el temps amb els ulls tancats i amb les cames tremolant. El novembre del mateix any, actua al costat de Raimon a la plaça de braus de les Arenes.

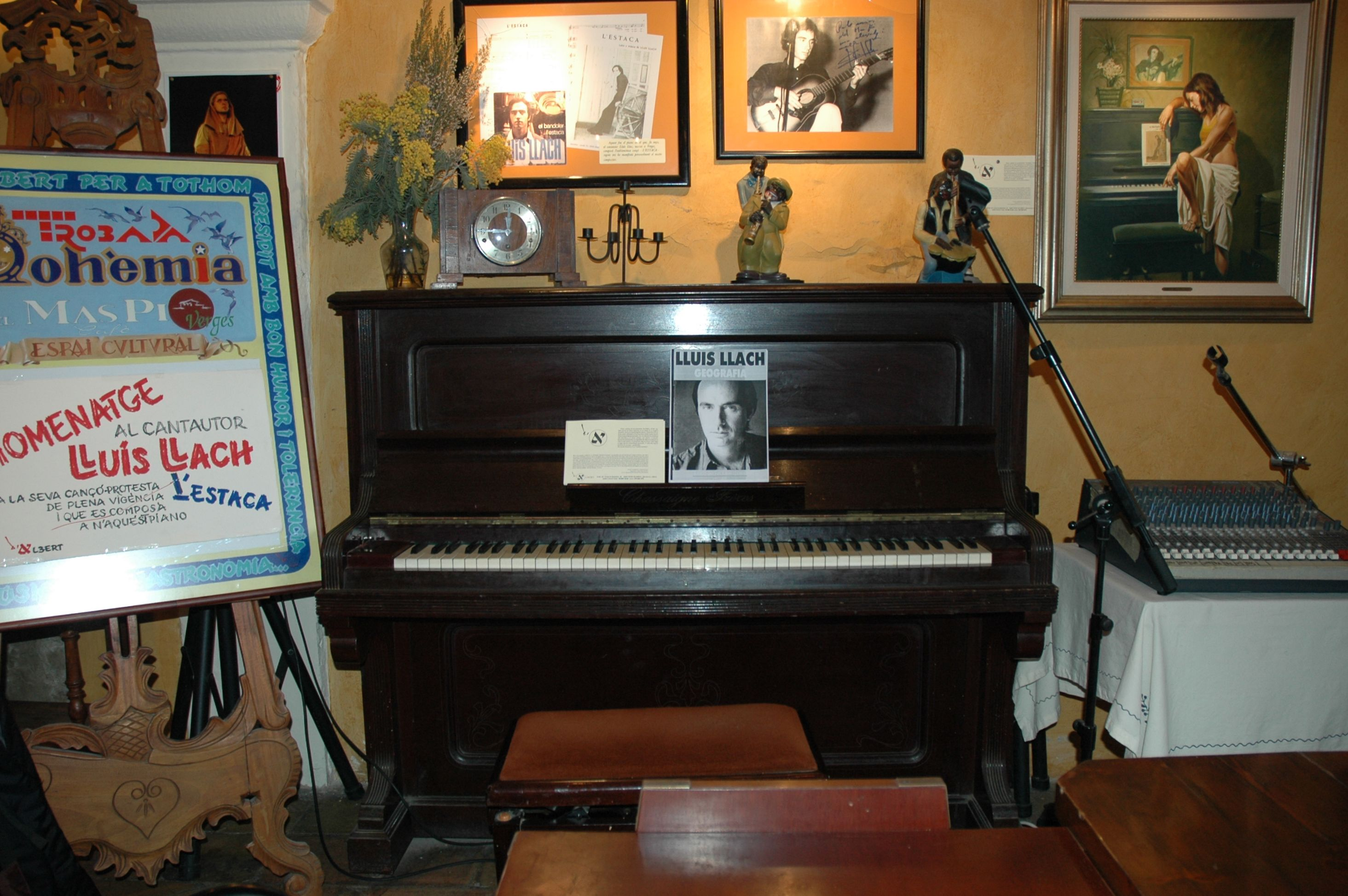
Piano al Mas Pi a Verges, on Lluís Llach va compondre L'Estaca

El 1968, any del maig francès, del qual es considera fill, és per Llach el de l'arribada de l'èxit popular amb «L'estaca» (Concèntric). Els censors aprovaren aquesta cançó a la vuitena volta que Llach la va presentar, això sí, va ser aprovada amb un altre nom, «Ahir». Aquest himne de reivindicació dels Països Catalans va ser prohibit l'any següent, però ja era un cant popular. Joan Molas i Núria Batalla es converteixen en els seus representants, acord que perdurarà fins al desembre de 1990.
El novembre participa en el Festival de la Cançó de Barcelona amb la cançó «A cara o creu», interpretada també per Dolors Lafitte i composta per Josep Maria Andreu i Forns i Lleó Borrell, i aconsegueix el segon lloc. Entre els assistents hi havia un representant de CBS a Espanya, que li ofereix fitxar per la multinacional per cantar en castellà. Desestima l'oferiment i signa un contracte amb un petit segell discogràfic català, Concèntric, que tenia com a únic objectiu mantenir vives la llengua i cultura catalana enfront de la dictadura franquista. Amb aquesta discogràfica grava el seu primer disc amb les cançons «La barca», «En Quitero», «El Parc» i «Que feliç era mare!».
L'any següent, grava el seu primer disc de llarga durada: Els èxits de Lluís Llach, reeditat posteriorment amb el títol Les seves primeres cançons. La popularitat del cantant va pujant i amb el tema Irene, ja amb la discogràfica Movieplay i la producció musical de Joan Molas, assoleix les 100.000 unitats venudes del disc que l'integra. «Irene» neix d'un desengany amorós amb una noia francesa que estiuejava a l'Escala i que li obre les portes de tots els canvis que s'estaven produint a França. Si «Irene» constitueix una cançó d'indubtable «ganxo» comercial, és també un interessant retrat de les inquietuds de la joventut d'aquell moment, com ho són també «Despertar» i «Res no ha acabat», mentre que «Temps i temps...» és, possiblement, la millor de totes les cançons interpretades fins llavors per Lluís Llach. Totes les cançons foren escrites pel mateix intèrpret, a excepció de l'última, amb lletra de Josep M. Andreu i música de Llach.
El 13 de desembre de 1969, es va presentar en solitari al Palau de la Música Catalana on es va consolidar com un dels millors cantautors del moment amb una popularitat creixent a tots els nivells. En aquest recital L'estaca és cantada només pel públic dempeus perquè estava censurada. El disc Ara i aquí recull en directe la seva actuació. El 26 de desembre canta per primer cop amb Laura Almerich, una part fonamental del seu acompanyament musical durant tota la seva carrera.
Posseïdor d'una singular personalitat artística, coneixedor com pocs de l'autèntica sensibilitat popular i home conscient del seu paper social com a autor i intèrpret de noves cançons populars, Lluís Llach era, probablement, una de les més suggestives personalitats de la música més moderna popular d'aquells moments.

### Exili a París
A partir d'aquell moment, Llach és víctima de prohibicions i persecució intel·lectual. El novembre de 1970, viatja a Cuba i participa en un recital on critica la política de Franco, cosa que provoca que l'ambaixador espanyol abandoni la sala. De retorn, i després de ser ajornat repetides vegades, el 6 de desembre, Lluís fa el seu debut al teatre Monumental de Madrid, el primer recital íntegrament en català en un local comercial. Ambdós fets li van ocasionar dures prohibicions: durant quatre anys no podria cantar a l'Estat espanyol, tret de Catalunya. El 12 de desembre se li prohibeix un recital a la final del I Premi Revelació de Cançó al País Valencià, a València, on participava com a artista convidat. La seva situació professional es fa insostenible i decideix exiliar-se a París al costat dels seus representants. Teresa Rebull el presenta a Paco Ibáñez i a Mikis Theodorakis.
El 1972 es publica el seu tercer disc de llarga durada Com un arbre nu, i els anys 1973 i 1974 veuen la consagració de Lluís Llach fora de Catalunya amb les seves actuacions a l'Olympia de París. El disc contenia nou cançons de contextura diferent, però unides pel mateix esperit i enfilades en una sola unitat homogènia. És, sense cap dubte, el volum més interessant per la seva concepció i el més reeixit dels que s'havien creat al país últimament. És, a més, un tot harmònic, ja que no es pot en rigor destacar una cançó per sobre de les altres en una estimació qualitativa, ni es troba en el treball global de Lluís Llach el menor desequilibri tant en la construcció dels texts com en les seves partitures.

#### Debut a l'Olympia
El debut a París es portà a terme el 21 de gener de 1973, i els crítics diuen que fou una de les seves millors actuacions fins aleshores. Si bé el públic era predominantment català, també hi assistiren molts francesos, i la reeixida significà el triomf definitiu tant de Lluís Llach com de la Nova Cançó a París.
Al llarg de gairebé dues hores d'actuació, el jove i entusiasta cantautor empordanès va oferir un magnífic recital, tot ell quallat d'encerts. Partint d'un suport en aparença mínim, acompanyant-se ell mateix a la guitarra, en algunes ocasions al piano, amb el suport instrumental de Laura Almerich a la guitarra, Rafael Ortiz al contrabaix i Jordi Gener al trombó, el violí i la percussió, va ser una mostra molt eloqüent de les seves extraordinàries condicions com a autor i intèrpret dins de la línia que feia ja mitja dotzena d'anys que anava conreant dins i fora de Catalunya.
Durant la seva estada a França, torna en ocasions molt concretes i també canta a Suïssa, Alemanya, Mèxic. Precisament durant la seva estada a Mèxic, apareix a Catalunya l'esperat disc «long play» (produït per Joan Molas) en el qual es recull bona part de l'actuació de Lluís Llach al famós Teatre Olympia. Encara que la majoria de les cançons de l'àlbum ja havien estat gravades en anteriors discs, aquest volum inclou un interès renovat, i no només com a document sonor d'una efemèride important, sinó també per la mateixa satisfacció que produeix la seva audició intrínseca. Lluís Llach canta amb nervi, amb tremp i amb profund poder de convicció, i no és simplement el «com» sinó també el «què» —i diríem que molt especialment el «perquè»—, ja que en les cançons hi ha com una força continguda que, pel mateix, resulta incontenible.
Després de quatre anys d'absència a Barcelona, tret de petits recitals a les comarques, el 2 i 3 de febrer de 1974, torna a actuar al Palau de la Música per presentar en directe les cançons del seu nou disc I si canto trist. Els recitals tingueren una molt bona recepció tant de públic com de crítica, que li reconegué un gran pas en la seva maduresa artística, destacant especialment el seu pas de la guitarra al piano i que per primer cop hagués optat per musicar texts d'altri («La casa que vull» de Salvat-Papasseit i «Cançó a Mahalta» de Màrius Torres). Les cues arribaren a ser excepcionals i tothom coincidia en el fet que la tanda de recitals podia haver-se allargat una setmana més.
El Palau de la Música es va omplir de bat a bat d'una multitud entusiasta i fervorosa, que no va estalviar els seus aplaudiments. Poesia cívica i lirisme contingut amb una clara expressió d'idees i conceptes manifestats amb la força comunicativa que dona l'íntim convenciment. Concebut i presentat tot amb elegància, l'escenari i al costat del protagonista, un conjunt instrumental reduït però eficaç, integrat per tres guitarres (incloent-hi la del cantant), dos contrabaixos (un doblant clarinet), una viola (doblant trombó), una flauta i una bateria, i un piano, per al mateix Lluís Llach, amb el qual es va acompanyar en algunes de les cançons.
Un mes després torna a actuar a l'Olympia, aquesta vegada compartint escenari amb Francesc Pi de la Serra, tornant a obtenir un gran ressò a Catalunya a causa de les circumstàncies polítiques que es vivien. És també en aquest període que apadrina a Ramon Muntaner, al qual Joan Molas produiria el seu primer disc.
TVE enregistra un recital ofert en la campanya del Grec d'aquell any, però la seva emissió és ajornada a última hora perquè el cantant s'havia dirigit al públic íntegrament en català.

### Viatge a Itaca
El seu nou treball de l'any 1975, Viatge a Itaca, basat en texts de Kavafis, es converteix en el seu disc més venut fins aleshores amb 150.000 còpies. Amb aquest disc inicia la col·laboració en els arranjaments de Manel Camp i amb el bateria Santi Arisa, ambdós manresans i antics components de Fussion.
La seva presentació es feu el 7 de maig al Palau de la Música Catalana i al cap de vint-i-quatre hores de posar-se les entrades a la venda ja s'havien exhaurit. El dilluns 12 de maig, el cantant va ser conduït per la policia des de l'hotel on s'allotjava aquells dies, amb motiu dels seus recitals al Palau, fins a la Prefectura Superior de Policia de Catalunya, on va haver de declarar i no va sortir fins dues hores més tard. L'interrogatori es va centrar en el primer recital quan el cantant, que tenia prohibit fer cap repetició de les seves cançons, després que el públic aplaudís durant més de vint minuts, va tornar a sortir per dir que no en podia cantar cap més.
L'esdeveniment previst en principi per sis actuacions finalitzà a la cinquena, quan se li prohibeix un bis, se'l deté i se'l porta a la Comandancia Superior de Policía. Mentrestant, el públic va abandonant el Palau cantant a cor «L'estaca». Se li prohibeix seguir amb els recitals, se li imposa una multa de 100.000 pessetes, i durant més de vuit mesos van ser prohibides totes les seves actuacions a l'Estat espanyol. El governador civil de Barcelona, Rodolfo Martín Villa, ho justifica per les reiterades «infracciones al reglamento de espectáculos, que prohíbe terminantemente que los artistas se dirijan al público y establezcan diálogo con él, caso que el señor Llach hizo en reiteradas ocasiones, profiriendo expresiones que la autoridad gubernativa ha estimado como atentatorias a las instituciones y a la legislación vigente» («infraccions al reglament d'espectacles, que prohibeix que els artistes s'adrecin al públic i hi estableixin diàleg, cas que el senyor Llach va fer en reiterades ocasions, proferint expressions que l'autoritat governativa ha estimat com a atemptatòries les institucions i la legislació vigent»).
Mentre persisteixen les prohibicions a l'interior (més de 75), Llach es torna a refugiar a l'estranger. El mes d'agost actua a Londres, una altra vegada a l'Olympia, a Veneçuela, i el Théatre de la Ville de París li ofereix un contracte per actuar durant quinze dies. Tot París és ple de pòsters amb la imatge de Llach. Coincidint amb aquestes actuacions, mor Franco.
Canta a la televisió francesa al costat del mític Georges Brassens en un programa de cap d'any a Avinyó i de gran audiència.

### Gener de 1976
El 15 de gener de 1976, gairebé dos mesos després de la mort de Franco, Lluís Llach torna a reaparèixer després de molts anys de prohibició en solitari en tres grans recitals al Palau d'Esports de Montjuïc on va demostrar contundentment el seu poder de convocatòria amb l'assistència d'unes 30.000 persones.
L'esperat recital al Palau Municipal dels Esports es va desenvolupar amb un èxit explosiu. Molt abans de començar, l'ampli local estava ja ple de públic expectant, s'hi trobaven molts dels personatges més rellevants del món de les lletres, les arts, del teatre, del cinema, de l'esport, de la política i, en general, amb un predomini massiu de la joventut. En un ambient caldejat i bulliciós, amb flamejar de banderes, de pancartes, de llumins, crits, cants, visques i aplaudiments, l'aparició del cantant després de vuit mesos de no poder actuar a Barcelona. Aquest silenci forçós va ser saludat amb una estrepitosa ovació, tot el públic posat dempeus, en una demostració efervescent d'adhesió emotiva.
Lluís Llach, emocionat però molt serè alhora, va fer un recital perfecte, corejat sovint pel públic, que ratificava successivament diverses frases de les seves cançons amb aplaudiments. En la primera part se sentiren les cançons que durant molt de temps havien sofert restriccions en un passat no llunyà, i que, malgrat aquesta limitada difusió, el públic coneixia bé, ja que en va seguir el  desenvolupament fidelment. Al final del concert, els aplaudiments no van cessar, el públic posat dempeus, fins que Lluís Llach, triomfant, va haver de repetir i bisar una vegada i una altra. Llavors, els visques, els crits i totes les manifestacions es van canviar en un homenatge al destacat cantautor català, revestit d'una patent aurèola d'heroi popular.
Entre els més de vuit mil assistents s'hi trobaven els principals representants del Consell de Forces Polítiques de Catalunya i de les Terceres Vies: Ramon Trias, Josep Solé, Josep Pallach, etc., així com Jordi Carbonell, Agustí de Semir, el pare Llimona, el doctor Trueta, els cantants Pi de la Serra, Ovidi Montllor, Raimon i un llarg etcètera. També hi assistí el mossèn Xirinacs. Al llarg de tot el recital els assistents cridaren «Llibertat, amnistia, estatut d'autonomia».
Aquests recitals són recollits en forma de disc sota el títol de Barcelona, gener del 76, tot un document sonor de la situació i sentiments d'uns moments històrics. Per primer cop totes les seves cançons passen la censura. Les primeres files les ocupen els representants de totes les forces polítiques i sindicals de l'oposició al franquisme. En principi previst per un únic concert, i vist que les entrades s'exhaurien ràpidament, el promotor Oriol Regàs aconsegueix de Martín Villa fins a tres sessions, qui va prohibir ja la quarta.
Quinze dies després, el 31 de març, Teresa Rebull, Pere Figueres i sobretot Lluís Llach van fer petit per primera vegada en la seva història el Palau de Congressos de Perpinyà (Rosselló) amb més de 1.200 localitats. Llach era conegut del públic rossellonès, ja que solia oferir almenys un recital a l'any en aquesta part de Catalunya. D'altra banda el cantant havia aparegut diverses vegades a les pantalles de les diverses cadenes de televisió franceses. El mateix passaria a la sala Loiola de Manresa el següent cap de setmana en dos recitals seguits i amb l'assistència de 1.200 persones en cadascun, que presenciaren un altre clamorós èxit musical. Aquest èxit tan rotund i les consignes que s'hi cridaven segurament van ser el motiu de la prohibició dels recitals del següent cap de setmana al Teatre Municipal de Girona.
El divendres 27 de febrer, Llach arriba a Santa Cruz de Tenerife per realitzar dos recitals al teatre Guimerà. Després que li fossin prohibits una vegada més, el va visitar una comissió de professors de la Universitat, que en nom del rector el van convidar a fer allà un recital, concretament el diumenge. Llach accepta la proposta. Mentrestant, el rector va rebre ordre del cap superior de la policia per la qual l'actuació al recinte universitari tampoc no podia celebrar-se. El rector va replicar dient que allò era competència exclusiva de les autoritats acadèmiques, davant de la qual cosa el cap de la policia li va detallar que en cas que intentés celebrar-se les forces de l'ordre ho impedirien. Davant d'aquesta situació, el rector i la junta de govern de la Universitat de La Laguna van decidir presentar la dimissió. El dia 1 de març, Llach és literalment expulsat d'aquella illa de les Canàries per la policia seguint una ordre oral del ministre de la Governació.
Durant els dos mesos següents se li prohibeixen tots els recitals que tenia previst. Mentrestant, la Ràdio Nacional Noruega emet dos programes dedicats a Lluís Llach. Tant la presentació com les versions noruegues de les cançons del cantant van anar a càrrec del professor Laif Sletsjo, de la Universitat d'Oslo. Feia poc temps que aquest professor havia publicat en noruec sobre la figura del filòsof Ramon Llull.
Finalment, el 7 de maig protagonitza un altre recital multitudinari amb més de 10.000 estudiants al campus de la Universitat Autònoma de Barcelona.
El 31 d'agost es va celebrar un festival de Lluís Llach al Grec, organitzat per l'Assemblea d'Actors i Directors. Uns dies després, l'organització rebia una multa de dues-centes cinquanta mil pessetes, per considerar-la responsable dels fets que van esdevenir. Segons la comunicació del Negociat de Multes de la Prefectura Superior de Policia de Barcelona, on s'explicaven els motius de la sanció, el recital s'havia transformat en una reunió pública de caràcter polític, en la qual es van produir «actes contraris a l'ordre públic, com ara crits repetits de significació política, i es va exhibir una pancarta al·lusiva a una entitat política situada fora de la llei i diverses senyeres subversives», entre altres càrrecs.
A final d'any posa música a la primera obra estrenada al Teatre Lliure Camí de nit, 1854, escrita i dirigida per Lluís Pasqual, espectacle sobre Josep Barceló i el bienni progressista (1854-1856).
Tanmateix, la transició tot just acabava de començar i segueixen les prohibicions. També comença a haver-hi conflictes laborals com la vaga general del 3 de març de 1976 a Vitòria originada per l'acomiadament de setanta treballadors, que acaba amb la policia disparant indiscriminadament amb el resultat de 5 morts i 40 ferits, sota les ordres del ministre Manuel Fraga. Assabentat del fet, Llach es posa a treballar en una creació inspirada en el dolor i en la desesperació: neix «Campanades a morts», estrenada a Euskadi Nord a final del mateix any en un recital molt emotiu. Bona part d'aquest oratori mostra una certa influència de la cantata funeral Illeta (1953) del compositor donostiarra Francisco Escudero.
Llach afronta un nou repte en l'enregistrament del disc amb la incorporació d'una orquestra simfònica dirigida per Manel Camp i la Coral Sant Jordi dirigida per l'Oriol Martorell. Aquesta cantata fúnebre està plena de tensió i tragèdia, reflex del moment. A la segona cara, destaca sobretot la popular «Laura». Quatre mesos després d'aparèixer ja se n'havien venut 250.000 còpies.
Escriu la banda sonora de la pel·lícula Borrasca dirigida per Miguel Ángel Rivas i rodada en part a Torroella de Montgrí. En una havanera, hi feu cantar Els Pescadors de l'Escala.

### «Companys, no és això»
Els esdeveniments polítics que es van succeint, el 1977 és l'any de les primeres eleccions democràtiques, coincideixen amb un període de reflexió de Lluís ajudat pel descans d'una travessia. Fins i tot el seu pare es veu obligat a escriure la següent carta al director de La Vanguardia:
| «                | Davant de les insistents trucades i cartes preguntant per l'estat de salut del meu fill, Lluís Llach, li agrairia inserís aquesta carta en el periòdic de la seva digna direcció. Com a metge puc afirmar que el meu fill no pateix ni va patir mai cap malaltia i que un recent examen mèdic ha confirmat molt satisfactòriament el que dic. No comprenc a qui interessa propagar tals rumors ni el perquè. Agraeixo molt sincerament l'interès dels que s'han interessat per ell. | » |
| — Josep M. Llach | |   |

Després de tres recitals a Madrid, i diversos per altres províncies, el 20 de maig de 1978 inicià una gira per terres d'Amèrica incloent actuacions a Cuba —país que ja havia visitat el 1969—, Mèxic i Califòrnia. El gruix dels recitals estava format pel disc El meu amic el mar que acabava de treure, carregat de ressonàncies empordaneses, amb una nova tendència a l'intimisme i mediterraneïtat en els seus treballs i que coincidia amb els seus trenta anys de vida i deu com a cantautor. Del 27 d'octubre al 12 de novembre de 1978 el presenta al teatre Romea.
Aquest disc és important en la carrera de Llach en el sentit que significa un cert trencament en la seva condició de mite i portaveu d'una col·lectivitat. De fet, a partir d'aquell moment, el cantant només tornarà a actuar en grans espais públics en comptades ocasions, destacant el recital de Sant Joan de 1981 i especialment el del Camp del Barça de 1985.
Albert Mallofré va escriure això sobre el disc a La Vanguardia:
| «                                | Lluís Llach ha fet una obra profundament autèntica, impressionantment sincera, íntimament reflexiva, expressivament introvertida, franca, lliure i espontània. És un disc de llarga duració editat amb magnificència tipogràfica per Ariola, que comprèn vuit composicions originals, set de les quals tenen el mar com a fons de l'acció temàtica. La restant, «Companys, no és això», s'ha afegit per raons òbvies d'oportunitat. | » |
| — Albert Mallofré, La Vanguardia | |   |

Una vegada més, Mallofré no va entendre Llach. «Companys, no és això» obria les portes del següent disc més reivindicatiu Somniem, i que molestaria alguns sectors que consideraven que la Nova Cançó ja havia complert la seva funció i la política s'havia de deixar en mans dels polítics. Lluís Llach, com la resta de components del moviment de la Nova Cançó, es veu apartat en la cursa per recuperar els drets perduts. Han passat de ser la punta de llança a fer nosa. Tot ha canviat molt de pressa, fins i tot la seva imatge que ara se'ns presenta amb el front descobert, i Llach pensa en la seva retirada. És l'inici del final del moviment artístic.
Per aquests recitals, Lluís Llach s'acompanya ell mateix al piano (en alguna fase a la guitarra) i es beneficia del concurs d'un luxós equip instrumental format per Manel Camp (teclats elèctrics) Laura Almerich i Gabriel Rosales (guitarres), Manuel Rabinat (flauta) i Albert Moraleda (contrabaix).
L'aparició d'aquest disc coincideix amb la seva reaparició a Madrid, després de vuit anys de prohibició, i a Barcelona, després de tres anys de no actuar-hi. Els recitals es feren al Romea que, després de diverses ampliacions, foren trenta actuacions amb el teatre ple de gom a gom. És la primera vegada que entre el públic no hi ha ni crits, ni pancartes, ni la simbologia que durant tants anys van alimentar els seus concerts.

### Al Liceu
El setembre de 1979 actua per primer cop al Liceu per presentar Somniem i és el primer cantant no operístic que hi actua, en dos històrics recitals. Inclou un poema calculadament ambigu musicat, «Criatura dolcíssima» de Joan Fuster, amb qui tingué una relació d'amistat. El contingut del disc significa el retorn a la lluita, a la reafirmació dels seus principis humans. Un dels discos més estranys i desiguals del cantant, que tenia el convenciment que es tractava del seu testament musical, ja que preveia retirar-se un cop finalitzada la gravació. Durant molts anys va ser una de les produccions que Llach més estimava.
Lluís Llach es va presentar a l'escenari vestint texans i camisa blanca i envoltat dels seus músics que vestien en consonància llevat de Laura Almerich, que lluïa un elegant i auster vestit groc. La resta del conjunt era el mateix que havia actuat al Romea. El mateix Lluís Llach es va acompanyar al piano en gran part de les peces del repertori.
Entre els anys 1978 i 1979, Llach se sentia descontent amb els seus resultats artístics perquè no podia desenvolupar la seva feina en bones condicions tècniques. De fet, Llach comunica la seva decisió de plegar als seus mànagers Joan Molas i Núria Batalla, que li aconsellen que no ho digui públicament. Va ser un bon consell perquè al cap de 8 mesos s'ho repensa i decideix tornar a cantar. Un dels principals motius del retorn és el reconeixement internacional que va suposar rebre l'any 1979 el premi Luigi Tenco com a millor cantant estranger, i el testimoni humà dels integrants del Club Tenco que l'animen a continuar. El jurat va estimar que Llach havia «contribuït, amb una tenaç i constant activitat, al naixement i evolució de la nova cançó catalana reivindicant una identitat cultural». El premi li fou lliurat a Sanremo durant el festival de la cançó d'autor del mes de setembre.
El març de 1980 presenta a París el seu llibre Catalogne vivre/Catalunya viure, escrit en francès amb la col·laboració de dos periodistes francesos, l'occità Marc Legras i el bretó Jacques Erwan.
L'any 1980 és un any de transició tant pel que fa al nombre de concerts com en noves publicacions. Canta a Alemanya, Bèlgica, Itàlia i França. També és l'any de les primeres eleccions al Parlament des de la República i Llach es presenta de forma anecdòtica amb el número 17 de Girona per Nacionalistes d'Esquerra.
En el curs d'una petita gira per França i Bèlgica al març de 1981, Lluís Llach va presentar a les matinées del Théatre de la Ville, a París, la nova obra poètica i sobretot musical de Verges 50, en la qual destil·la l'essència dels records i les fantasies de la seva infància empordanesa amb una primera cara totalment instrumental on destaquen els arranjaments de Manel Camp, i amb una segona cara que acaba amb una de les seves millors cançons: «País Petit». A Catalunya fou presentat en diversos concerts realitzats al Teatre Grec i al Palau amb la col·laboració de la Banda Municipal de Barcelona dirigida per Albert Argudo. Verges 50 va ser el seu primer disc en tenir la certificació d'or a nivell estatal.
Aquest 1981 torna a ser un any de gran activitat. Amb el complement de Marina Rossell torna al mes de març amb tres concerts al Théatre de la Ville. Per Sant Joan participa en el magne recital del Camp Nou. I, malgrat portar ja sis anys de la mort del dictador, tingué novament problemes amb TVE en ser-li prohibit un programa especial. Llach reclama danys i perjudicis a la televisió espanyola; finalment guanya el judici i és indemnitzat.
Amb I el somriure, la revolta (1982) comença la seva col·laboració amb Miquel Martí i Pol, amb una primera part cantant els seus versos. El disc es presenta al llarg de vint actuacions al Poliorama, i els guanys del primer foren lliurats a Amnistia Internacional a Catalunya.
Aquest mateix any, la Generalitat li concedeix la Creu de Sant Jordi, que recull la seva mare, per a la qual va ser un gran regal del seu fill dos anys abans de la seva mort. El premi se li concedí «per haver servit amb dignitat i fidelitat a Catalunya en el moviment de la Nova Cançó Catalana, i per haver-la enriquit amb composicions d'una gran tendresa emotiva i d'un gran aire èpic, sempre, tanmateix, al servei d'una obsessiva idea de llibertat, d'amor, i de fraternitat i de justícia».
El gener de 1983, en un concert al Palau dels Esports de Barcelona en favor dels damnificats pels aiguats de la conca del Segre de 1982, actuen per primera vegada plegats Raimon, Joan Manuel Serrat i Lluís Llach.
El 1984 surt l'àlbum T'estimo que inclou una cançó ambigua de gran força: «Amor particular». L'any següent, el 1985, l'Acadèmia Charles Cros li atorga a la cançó estrangera per l'àlbum T'estimo.
L'any 1985 començava de nou amb una tanda de concerts al Théâtre de la Ville de París, en què va obtenir el més gran ressò de la premsa francesa per les seves actuacions. Després d'un any de feina, la seva mare i el mar s'uneixen en el tema que dona títol al següent àlbum: Maremar (1985). Tot el disc és marcat per la recent absència de la mare. El «Cant de l'enyor» compta amb la col·laboració vocal de Maria del Mar Bonet i Marina Rossell. Inclou «Un núvol blanc», una barreja d'enyor i melangia de gran tendresa interpretativa. A partir d'aquest compta amb la col·laboració de Carles Cases.
Com a fet curiós i representatiu de la seva popularitat arreu d'Europa, el sindicat Solidaritat polonès adopta la versió polonesa de «L'estaca», «Mury» (‘Murs’), una cançó protesta escrita pel polonès Jacek Kaczmarski el 1978, com a himne propi.
El 6 de juliol del mateix any, Lluís Llach fa el recital més multitudinari i insòlit de la seva vida al Camp Nou, amb més de 100.000 persones, i amb una orquestra dirigida per Manel Camp. L'espectacle és enregistrat en un doble àlbum de quinze temes anomenat Camp del Barça. 6 de juliol de 1985. Sociològicament, el recital tingué una incidència sense precedents al país i s'ha recordat com un clam en defensa dels drets nacionals de Catalunya. Tanmateix, a diferència del de 1976, la primera fila ja no estava plena de polítics. Lluís Llach afirmava: «a hores d'ara, estem passant per uns anys en els quals sembla que el fet d'haver mantingut actituds resistencials, culturals, és quasi una mena de patrimoni vergonyós».
El 1986 fitxa per la multinacional CBS i enregistra Astres mirant d'unir l'home i l'univers. En aquest cas, un manresà en substitueix un altre pel que fa als arranjaments, Carles Cases a Manel Camp. La presentació es feu el 25 de gener de 1987 al Mercat de les Flors de Barcelona amb un total de 21 recitals. Cal destacar la utilització d'una infraestructura tècnica molt considerable amb sintetitzadors, fumeroles, vídeos, i molts watts de llum i so. Evidentment, era un espectacle de trencament amb el passat i d'evident innovació musical. També cal citar que per primera vegada, Llach acaba el concert sense cantar «L'estaca», malgrat la insistència del públic.
El mateix any participa en un àlbum col·lectiu en homenatge a Federico García Lorca amb artistes de diverses llengües com Leonard Cohen, Angelo Branduardi, Moustaki, Donovan, Chico Buarque i d'altres.
L'any 1988 s'estrena com a baríton sota la batuta de Jean-Claude Casadesus al Palau de Congressos i de la Música de Lilla per interpretar el Rèquiem de Fauré. El mateix any estrena al Palau un àlbum força heterogeni: Geografia, el qual, després de molts anys d'absència el representa a l'escenari de l'Olympia de París.
Participa en les sis hores contra l'entrada a l'OTAN a Barcelona, i més endavant, juntament amb altres representants històrics de la Nova Cançó, pren part en una tancada de dos dies organitzada per l'Associació de Cantants i Intèrprets Professionals en Llengua Catalana (ACIC), a les dependències de la Conselleria de Cultura de la Generalitat, en contra del tracte discriminatori que reben per part de les emissores radiofòniques i els canals de televisió que pertanyen a la Generalitat de Catalunya.

### Miquel Martí i Pol

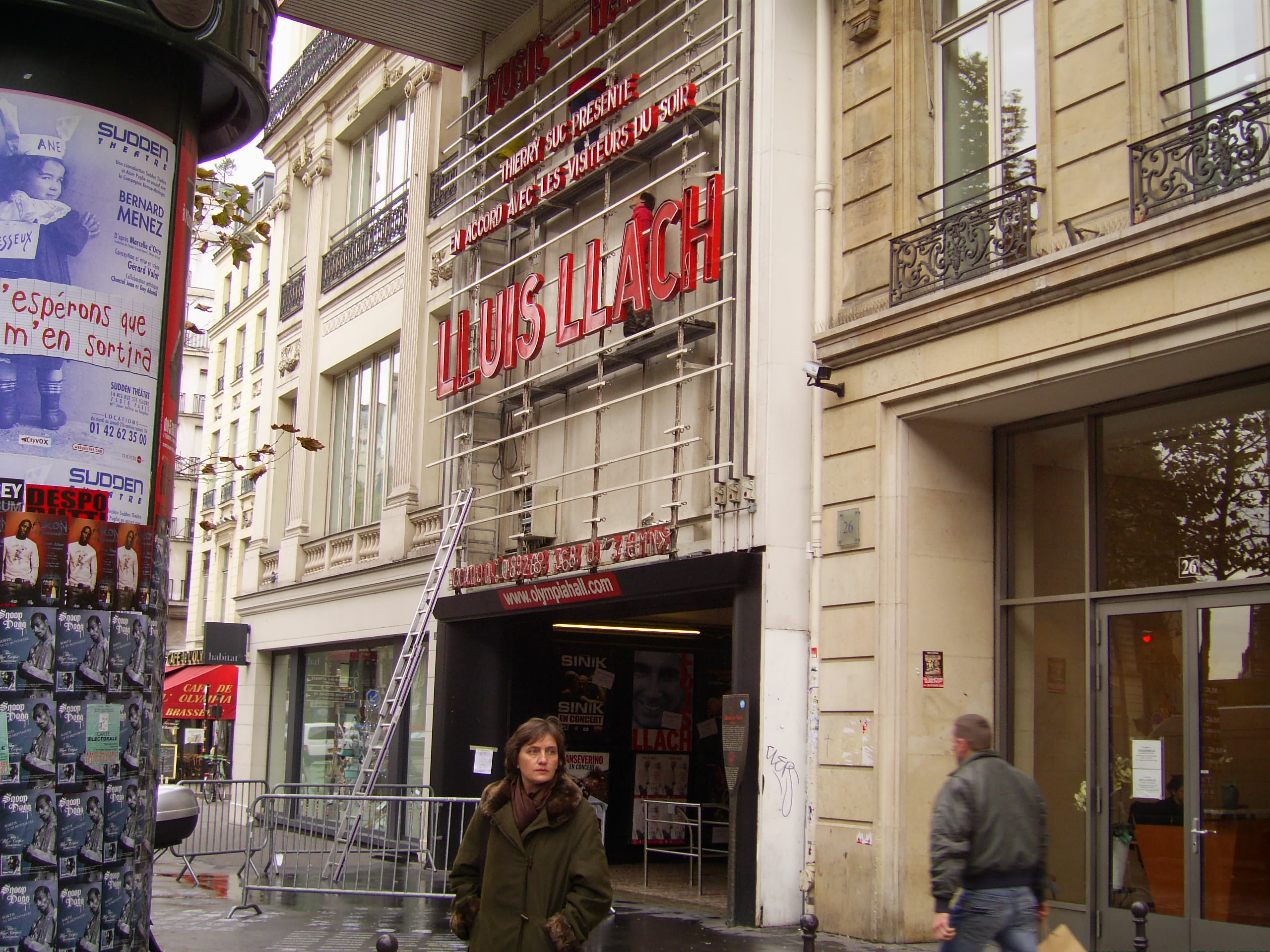
Lluís Llach actua per darrera vegada a l'Olympia el 22 de novembre del 2006

El 1991 tanca el seu contracte amb CBS amb la sortida del disc Torna aviat, un calaix de sastre de les seves composicions dels darrers cinc anys, gravades íntegrament a la seva masia de Parlavà. El disc inclou «Roda», dedicada a Miquel Martí i Pol, i «Au blanca», que compta amb la col·laboració de la soprano Victòria dels Àngels. També hi apareix el tema «La forja», un tema instrumental escrit per la producció de TVE La forja de un rebelde. Amb la cançó «Insubmís» fa visible aquell col·lectiu de joves que es negaven a fer el servei militar i a acollir-se a l’objecció de consciència i que eren jutjats seguint el Codi penal espanyol.
Aquell any els metges li van diagnosticar un càncer que va vèncer amb força de voluntat i l'ajuda del seu amic Martí i Pol, amb una salut també molt fràgil. Amb entusiasme i passió comencen a treballar plegats en els texts d'Un pont de mar blava que es publicaria dos anys més tard.
A partir d'aquest moment treballarà amb Picap, amb qui publica el 1992 un doble àlbum recopilatori d'actuacions recents amb el nom Ara, 25 anys en directe. Per celebrar els  25 anys de carrera, recupera temes antics amb versions modernitzades, més un parell de cançons inèdites. És un disc que va a la recerca del Llach quotidià, de la seva relació habitual, dia a dia, amb el públic més variat. Per aquest motiu és gravat en petits recitals a les viles de Lliçà d'Amunt, Canet de Mar i Sant Boi de Llobregat, amb algunes correccions posteriors a Porrera, sense públic, però seguint el sistema d’enregistrar tots els instruments alhora).
Amb la citada col·laboració de Miquel Martí i Pol, el 1993 fa una síntesi de les cultures mediterrànies en el treball titulat Un port de mar blava. Cal destacar-hi les intervencions de les cantants Amina Alaoui i Nena Venetsanou, que interpreten en àrab i grec respectivament, els temes «Tanta llum de mar» i «Lentament comença el cant», i que retrobem al fragment resolutiu de l'obra.
Torna a compondre una banda sonora per la pel·lícula Le voleur d'enfants que reflecteix en el disc A Bigi, perquè el ballis. Aquest mateix any rebutja la nominació al Premi Príncep d'Astúries.
L'any 1994, apareix el disc Rar, que aplega enregistraments en directe d'anys anteriors, entre els quals una revisió de «Campanades a morts» amb l'Orchestre Symphonique d'Europe juntament amb material divers, que Llach havia anat desant al calaix, amb tres cançons inèdites: una de les quals, «Roses blanques», escrita per Martí i Pol, i també una versió del «Cant dels ocells» de Pau Casals.

### Porrera
Un cop traslladada la residència habitual a Porrera, l'any 1995 treu un disc amb material nou i unitari que porta el nom del poble: Porrera. Com a Verges 50, Lluís Llach recrea el passat per tal d'entendre el present, utilitza el petit poble de Porrera, on ell se sent físicament arrelat des de les seves estades estiuenques quan era petit. Els texts han estat elaborats novament amb la col·laboració de Miquel Martí i Pol, amb qui Lluís Llach duu a terme una autèntica simbiosi.
Celebrant el seu trentè aniversari, fa una gira acompanyat només del seu piano i la seva guitarra, el resultat serà l'espectacle Nu, que serà la base del seu nou disc de l'any 1997 amb el mateix nom amb cançons de totes les èpoques. Hi torna a haver indicis de retirada que s'esvaeixen amb l'aparició a la darreria de l'any 1998 del seu nou treball 9, que marca una nova etapa musical amb nou cançons dedicades a nou històries totalment diferents amb temes dedicats a l'amor, a la política i a la crítica social. Musicalment es nota la mà del productor del disc, el guitarrista rocker Jordi Armengol.
El mes de maig de 1999, en plena guerra de Kosovo, publica un CD amb només dos temes, per dedicar tots els beneficis a l'associació Ajuda per Kòsovo, i el 2 de juliol intervé al Palau Sant Jordi en el macroconcert Catalunya X Kosovo. El 5 de novembre, la UNESCO nomena Llach Artista per la Pau. A l'estiu del 2000, inclouria aquests dos temes en el nou disc Temps de revoltes, acompanyat de la cantata Germanies, una reflexió sobre el futur dels Països Catalans, creada en col·laboració amb Miquel Martí i Pol. L'espectacle amb el mateix nom és estrenat a València amb l'acompanyament d'una banda integrada per 15 músics, la participació de la cantant cubana Lucrecia, del contratenor Xavier Torra i d'una coral formada per 200 nens de diferents agrupacions corals.
El 30 de desembre actua al Palau de la Música Catalana al costat de la bailaora Cristina Hoyos en un espectacle de dansa i música on es complementen cultures molt distintes. El 17 de desembre del pròxim any, Llach i Hoyos tornarien a compartir escenari, aquest cop, al Teatro Real de Madrid. Es presentarà de nou el 2002 en els festivals de Cap Roig, a l'Empordà, i al de Benalmádena.
Llach incorpora en les seves actuacions de l'any 2001 el tema «Campanades a morts» com a manifestació en contra de l'assassinat d'Ernest Lluch a mans d'ETA el 21 de novembre de l'any anterior.
El 29 de desembre de 2002 es produïa un concert extraordinari al Palau Sant Jordi davant 12.000 espectadors, on Lluís Llach i Josep Carreras unien les seves veus per cantar per la pau en un recital que prengué com a nom Junts i del que en sortiria un disc pocs mesos després. Els dos artistes interpretarien cançons populars catalanes i algunes de les més emblemàtiques del cantautor de Verges.
La temporada de 2003 és una de les més prolíferes en actuacions per presentar el seu nou disc estrenat el 3 de novembre de l'any anterior al Liceu després de 23 anys: Jocs. Hi destaquen temes per amics desapareguts, i sobretot «Vell és tan bell», dedicat a la també recent desaparició del seu pare. El 6 de setembre Lluís Llach interpreta per primera vegada a la Plaça Major de Verges l'obra Verges 50.
A final d'any, presenta un nou recital, Poetes, en el qual vol retre homenatge als poetes i escriptors catalans que han estat decisius en la seva trajectòria musical, i molt especialment al seu gran amic Miquel Martí i Pol, que ens havia deixat l'11 de novembre. L'enregistrament dels concerts d'aquest recital a la sala Apolo, va originar la sortida d'un nou CD-DVD, a la primavera. El 26 de juny, Porrera organitza un acte d'homenatge al poeta Miquel Martí i Pol, incloent-hi un concert de Lluís Llach i una vetllada literària on intervenen diferents convidats.
Durant l'any 2005 fa la gira Que no s'apague la llum conjuntament amb el cantant valencià Feliu Ventura, que comporta la gravació d'un disc conjunt en directe amb temes dels dos cantants, enregistrat al Gran Teatre de Xàtiva.
El gener de 2006, Lluís Danés presenta l'espectacle de teatre Tranuites Circus que compta amb l'actuació en directe de Lluís Llach. El cantautor donarà veu amb les seves cançons als anhels inconfessables d'uns personatges que passen la nit sense dormir: els tranuites.

### Preparant el comiat
Lluís Llach presenta el 17 de febrer de 2006 el seu darrer espectacle, que ha de servir de base per al darrer disc que publicarà l'artista abans de l'anunciada retirada de març de 2007. La cita és a la sala Apolo de Barcelona en una tanda de concerts d'una setmana, amb tres dates posteriors afegides per la gran demanda popular. El 3 de març de 2006, Llach interpretà «Campanades a morts» a Vitòria per commemorar el 30è aniversari dels fets relatats en la cançó. El 22 de novembre de 2006 ofereix un emotiu concert de comiat a l'Olympia de París.
El 12 de febrer de 2007 es va presentar oficialment al Liceu el llargmetratge en forma de documental titulat Llach, la revolta permanent, dirigit per Lluís Danés i produït per Mediapro. El material prové d'un equip de càmeres d'aquesta productora, que fa un seguiment a Lluís Llach durant tot el 2005, tant en la  vida privada com en la professional.

### Verges 2007
Lluís Llach va decidir acabar la seva carrera de 40 anys, almenys amb acompanyament de músics, el dia 24 de març, a Verges, en una envelat amb capacitat per a cinc mil persones. Tanmateix, davant la gran demanda per assistir a aquest concert, reflectida en el fet que les entrades s'exhaurissin en mitja hora, Llach va ampliar el comiat amb un segon concert per al dia anterior.
Els concerts van ser organitzats per l'Ajuntament de Verges, la coordinadora d'entitats del poble i les ONG Salvem l'Empordà i Metges Sense Fronteres, beneficiàries dels guanys del concert per decisió expressa del mateix Lluís Llach.
Posava el punt final amb totes les seves facultats, en el punt àlgid de la seva carrera artística, en un concert d'unes tres hores precedit per una contundent xiulada per l'entrada del president Montilla. Llach va ser contundent amb els comentaris ideològics i polítics que feia entre cançó i cançó. Davant de gairebé tot el govern de Catalunya, va criticar l'actitud mediocre dels polítics amb l'estatut i va dir que feia vint anys que l'esquerra social europea havia renunciat a transformar la societat.
El concert va ser un repàs en una primera part del seu darrer disc, i., per continuar amb una recopilació de cançons clàssiques de tota la seva trajectòria. Finalment, el públic va dir adéu a Llach cantant «L'Estaca», «Laura», «Que tinguem sort» i «Els segadors», mentre ell marxava de l'escenari caminant entre els assistents i saludant tothom qui es trobava.
El concert, emès per TV3 i que va tenir una audiència superior a mig milió de persones, s'edità en un triple CD i es convertí en l'últim treball de Llach, encara que deixa la porta oberta a actuacions amb el seu piano a petits teatres i col·laboracions puntuals.
El desembre de 2007 va aparèixer un disc en homenatge a Lluís Llach: Homenatge a Lluís Llach. Si véns amb mi, on una selecció d'intèrprets internacionals canten en diverses llengües alguns dels clàssics del cantautor català.

### Després del comiat
Dos anys després de retirar-se dels escenaris, el cantautor Lluís Llach es tornà a asseure al piano per compondre la música de Llits, un nou espectacle de Lluís Danés, que es va estrenar el 17 de desembre de 2009 al Teatre Nacional de Catalunya (TNC).
Després de l'èxit de Tranuites Circus, que també comptava amb la música, a més de la veu del cantant de Verges, Lluís Danés es retrobà amb un espectacle multidisciplinari a Llits, on dona una estructura musical, en què els intèrprets entonen cançons com a fil conductor de l'obra. Mesclant circ, teatre, dansa i música, el nou projecte del dramaturg reflexiona sobre grans temes de la vida, com el naixement, el sexe, la soledat, la malaltia o la mort, a través de tots els llits imaginables, on l'ésser humà passa un terç de la seva existència.
Per a Lluís Llach no és un retorn a la música, sinó només un «deute pendent» amb Lluís Danés. Sense prescindir de la marca inevitable de les seves melodies, Llach ha creat una música «sorprenent», al parer de Lluís Danés, que la sent propera als barris baixos, el cabaret i la fira, però també amb melodies de banda sonora un pèl «sinistra». Tot i que ha fet el 80% de la música, Lluís Llach trasllada els mèrits musicals a Borja Penalba, que s'encarrega dels arranjaments i la producció final.

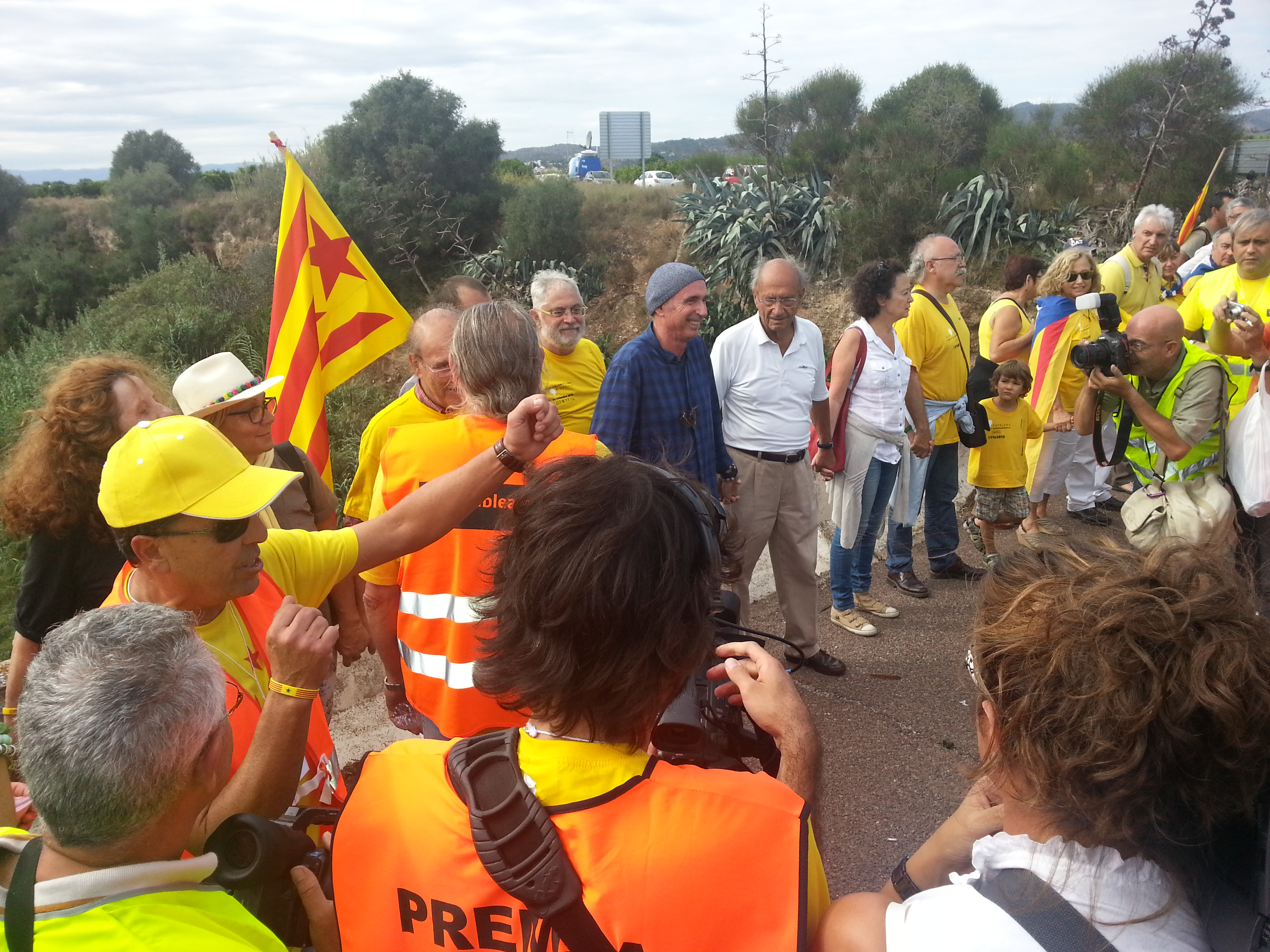
Llach a la Via Catalana de 2013

El 16 d'abril de 2011, a València, Lluís Llach va posar el colofó a la manifestació organitzada per Acció Cultural del País Valencià amb el lema «Sí a TV3, sí a la llengua, sí a la transparència» interpretant tres temes: Abril 74, No abarateixis el somni i Silenci. Ho feu davant les Torres de Serrans des d'un tràiler perquè l'Ajuntament de la ciutat no va donar el permís per muntar un escenari. Deu dies després, al costat dels actors Joel Joan i Àlex Casanovas, va liderar un manifest d'artistes que donaven suport a la Conferència Nacional per l'Estat Propi i signà un text que recollia el suport de 27 personalitats del món de la cultura. Llach va declarar que «el país té el cos apallissat i l'ànima confusa», i que ha de ser la societat civil la que basteixi els fonaments d'una nova Catalunya «perquè els partits estan molt despistats».
Com a escriptor, Lluís Llach va publicar la seva primera novel·la, Memòria d'uns ulls pintats, amb l'Editorial Empúries el 2 de febrer de 2011. Fou un dels fundadors de l'Assemblea Nacional Catalana i va participar en el vídeo Escolta, Sepharad per promocionar la manifestació «Catalunya, nou estat d'Europa».

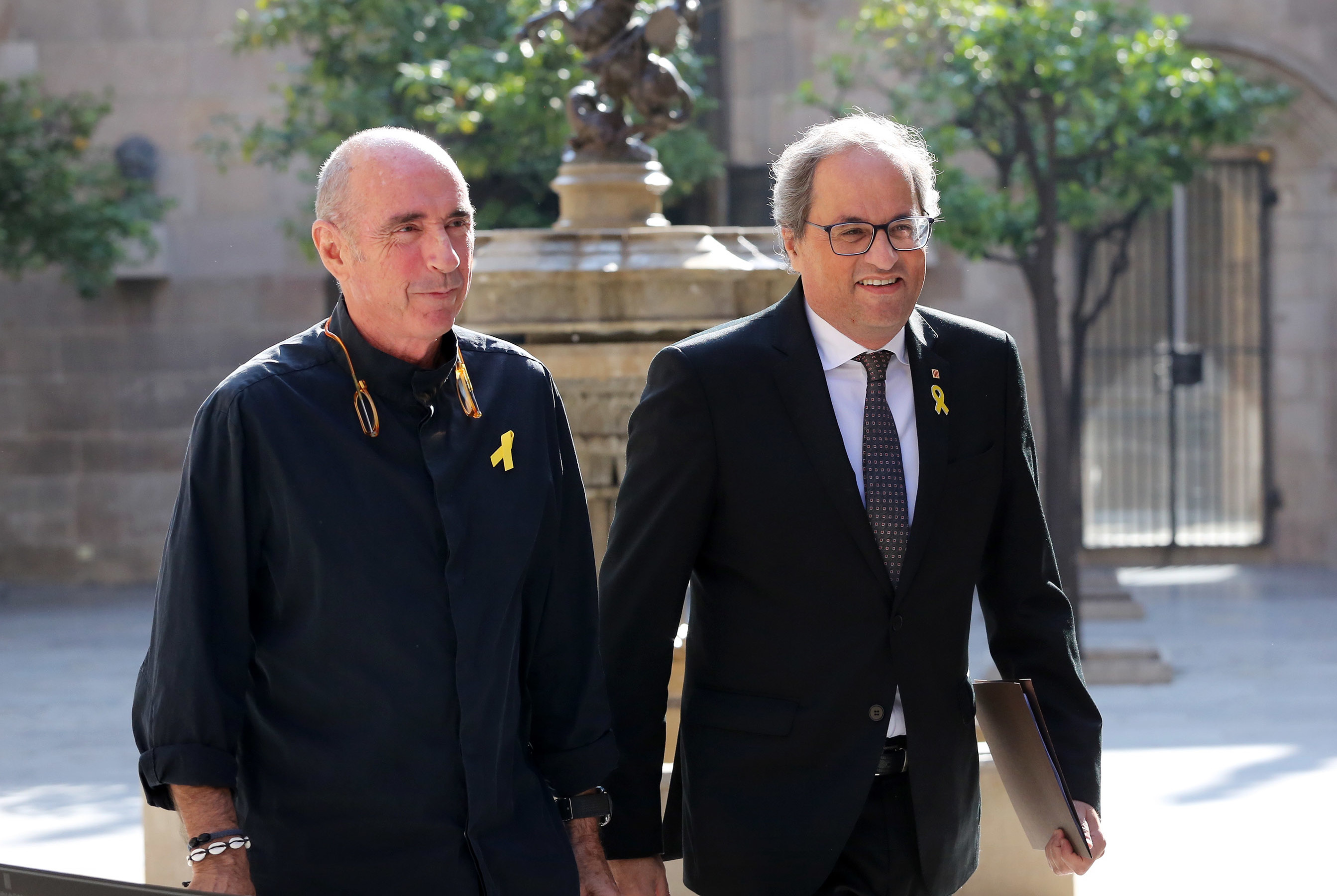
Lluís amb el president Quim Torra al pati dels Tarongers (2018)

El 29 de juny de 2013 participà en el Concert per la Llibertat al Camp Nou de Barcelona, organitzat per Òmnium Cultural i l'Assemblea Nacional Catalana. En les eleccions al Parlament de Catalunya de 2015, Lluís Llach va liderar la llista de la coalició independentista Junts pel Sí a la circumscripció de Girona. El 2017, amb la convocatòria d'eleccions al Parlament, va renunciar a tornar-se a presentar com a candidat.
El 1 de juny de 2024 es va convertir en president de l'Assemblea Nacional Catalana rellevant Dolors Feliu després que Josep Punga, el candidat del sector crític va retirar la seva candidatura.

### Altres activitats

#### Fundació Lluís Llach
L'any 2010 es va crear la fundació Lluís Llach. El propòsit d'aquesta fundació és el desenvolupament de un projecte de persones i embarcacions catalanes, que van amb rumb cap a l'embarcació de Yayoma-Maremar, localitzada al Senegal, amb la idea d'ajudar a las persones més poc desenvolupades amb ajuts econòmics. La fundació també executarà la gestió i administració dels béns que la Fundació Lluís Llach pugui aportar per millorar o apressar el projecte. Els fons econòmics que la fundació recapti aniran dirigits directament a aquest projecte en comú.

#### Celler Vall-Llach
Arran d'uns aiguats que van afectar la localitat de Porrera el 1994, Llach va decidir ajudar a la reactivació comercial del municipi reaprofitant uns terrenys familiars per a la producció de vi. La primera producció va arribar el 1996. Amb el seu amic d'infància, Enric Costa, el 1997 van fundar el celler Vall-Llach. Produeix vins coneguts amb el nom de Vall-Llach, Porrera Vi de Vila, Idus, Aigua de Llum i Embruix.

## Obra

### Discografia completa
Aquesta és la  producció discogràfica de Lluís Llach publicada en LP i CD. No inclou singles ni discs que acompanyen llibres.
- Els èxits de Lluís Llach (1969)[99]
- Ara i aquí (1970)
- Com un arbre nu (1972)
- Lluís Llach a l'Olympia (1973)
- L'Estaca (1973)
- I si canto trist... (1974)
- Viatge a Itaca (1975)
- Barcelona, gener de 1976 (1976)
- Campanades a morts (1977)
- El meu amic, el mar (1978)
- Somniem (1979)
- Verges 50 (1980)
- I amb el somriure, la revolta (1982)
- T'estimo (1984)
- Maremar (1985)
- Camp del Barça, 6 de juliol de 1985 (1985)
- Astres (1986)
- Geografia (1988)
- La forja de un rebelde (BSO) (1990)
- Torna aviat (1991)
- Ara, 25 anys en directe (1992)
- Un pont de mar blava (1993)
- Rar (1994)
- Porrera (1995)
- Nu (1997)
- 9 (1998)
- Temps de revoltes (2000)
- Jocs (2002)
- Junts (conjuntament amb Josep Carreras, 2003)
- Poetes (2004)
- Que no s'apague la llum (conjuntament amb Feliu Ventura 2005)
- i. (2006)
- Verges 2007 (2007)

### Obra publicada
- Memòria d'uns ulls pintats (2012)
- Estimat Miquel (2014)
- Les dones de la Principal (2014), traduïda al castellà i amb previsió de traduir-la al francès, l'italià, l'alemany i el neerlandès. Se n'han venut 40.000 exemplars.[100]
- El noi del Maravillas (2017).[101]
- Escac al destí (2020)[102]
- El llibre daurat (2025)

## Premis
- 1982: Creu de Sant Jordi[103]
- 2013: Premi Euskadi de Plata per la versió en castellà de Memòria d'uns ulls pintats.[104]
- 2013: Premi de Narrativa Maria Àngels Anglada per Memòria d'uns ulls pintats.[105][106]
- 2016: Prix Méditerranée per Memòria d'uns ulls pintats (Les yeux fardés)[107]
- 2017: Doctor Honoris Causa per la Universitat de Girona[108]
- 2020: Medalla d'Or de la Generalitat[109]